# Санія Гусейн
Санія Гусейн (13 серпня 1954 — 20 квітня 2005) — пакистанська екологічна журналістка та активістка.

## Біографія
У 1978 році Санія Гусейн розпочала кар'єру в MNJ Pakistan, працюючи копірайтеркою на Джаведа Джаббара. У середині 1980-х редагувала журнал The Star Weekend. Газета була платформою для незгідних поглядів. Щоб продовжувати писати, заборонені оглядачі мусили постійно змінювати імена. На сторінках журналів жіночий рух, який був у ті часи активним, знайшов своє значне місце. Гусейн також входила до Shirkat Gah Collective, який став каталізатором Форуму жіночої дії, лобістської групи, яка так запекло чинила опір режиму Зіа. На початку 1988 року, коли «червоні каракулі зверху» стали нестерпними, вона пішла.
Санія Гусейн приєднався до Всесвітнього союзу охорони природи (МСОП) і була однією із перших пакистанок та пакистанців, хто взяли участь у контактах з індійськими екологами. Вона створила новаторський Ресурсний центр для журналістів, який навчав та заохочував журналістів публікувати екологічні репортажі.
Участь Saneeyas у Національній стратегії збереження природи (NCS) Пакистану, розробленої в той час, включала новаторський NCS Bulletin (пізніше журнал The Way Ahead) та його аналог на урду, Jareeda, під редакцією Обайдулли Бейга.
У 1998 році одружилася з бразильцем. Померла в Бразилії в 2005 році.